# La Medusa
|  | Aquest article tracta sobre un vaixell francès. Vegeu-ne altres significats a «Medusa (desambiguació)». |

La Méduse (La Medusa), fragata francesa que va naufragar el 2 de juliol de 1816 al banc d'Arguin, al llarg de les costes de Mauritània, amb 390 morts i 15 supervivents, dels quals 5 més van morir abans del seu trasllat a Saint Louis del Senegal.

## El naufragi deLa Medusa
El 1816, França va recuperar els seus territoris al Senegal, que li havien estat presos pels britànics en el curs de les guerres napoleòniques. Una divisió naval de quatre naus (de la qual formaven part La Méduse i l'Écho) hi va ser enviada per portar-hi els colons, funcionaris, militars i científics que s'esperaven in situ. Cal dir que les naus transportaven també el coronel Schmaltz, nou governador del Senegal. També s'hi van embarcar grans quantitats de material.
El comandant de la fragata La Méduse, De Chaumareys, era un noble reialista que pràcticament no havia navegat des de l'època de l'Antic Règim. Va començar la travessia distanciant-se de les altres naus, més lentes que la seua, trobant-se aviat aïllat. Sense escoltar les advertències dels seus oficials, va dipositar tota la confiança en un dels passatgers (un tal Richefort), que afirmava haver recorregut aquells paratges. Va enganyar-se en les seues estimacions, car situava el vaixell bastant més lluny del temible banc d'Arguin, del que en realitat era. En lloc de rodejar-lo passant de llarg, tal com indicaven les instruccions, va fregar els alts fons del banc, fent que el 2 de juliol s'hi produïra l'inevitable.
La fragata va encallar en un escull. Diverses temptatives de desencallar el vaixell van fracassar... La tripulació va construir un rai compost de peces de fusta, de 20 metres per 10, destinat a dipositar el material que transportava el vaixell. Després d'uns quants dies va tenir lloc una violenta tempesta que va sacsejar la fragata i hi va provocar diverses vies d'aigua. La major part dels passatgers van creure que el vaixell estava a punt de trencar-se i enfonsar-se, i es va decidir l'evacuació.
El desordre és indescriptible. Diversos mariners estan completament ebris. Els oficials intenten controlar la situació, però el comandant i els passatgers de qualitat no donen exemple. És el 4 de juliol, les xalupes es llancen a l'aigua i sobre el rai s'hi col·loca a 150 mariners i soldats amb alguns oficials. El rai ha de ser remolcat a terra per les xalupes i tothom ha d'arribar sa i estalvi al Senegal costejant el litoral saharià. Disset homes són abandonats al vaixell per falta d'espai; tres d'entre ells serien localitzats més tard mig bojos.
Però molt aviat, es trenquen les amarres que unien les xalupes a la massa considerable del rai, i aquest queda a la deriva. Les xalupes s'allunyen i l'abandonen. Algunes van guanyar terra, on els seus passatgers van haver d'enfrontar-se al desert, torturats per la set, la marxa i els atacs dels beduïns. Van arribar finalment després de 15 dies de marxa i diversos morts. Altres xalupes van quedar a la mar i van arribar a Sant Lluís en uns dies. En aquestes darreres es trobava el comandant Chaumareys i el coronel Schmaltz.
Mentrestant, els marins i soldats del rai intenten arribar a la costa, però sense èxit. La deriva, que va durar 13 dies, va provocar nombroses víctimes, i va donar lloc a ofegaments, motins, així com a fets de canibalisme a causa de la manca de queviures i d'aigua potable. Els rescatats, (15 homes sobre els 150 embarcats sobre el rai) van ser recuperats el 17 de juliol per un dels quatre vaixells del comboi, l'Argus, que va portar-ne a 10 d'ells a Sant Lluís.

## Repercussions

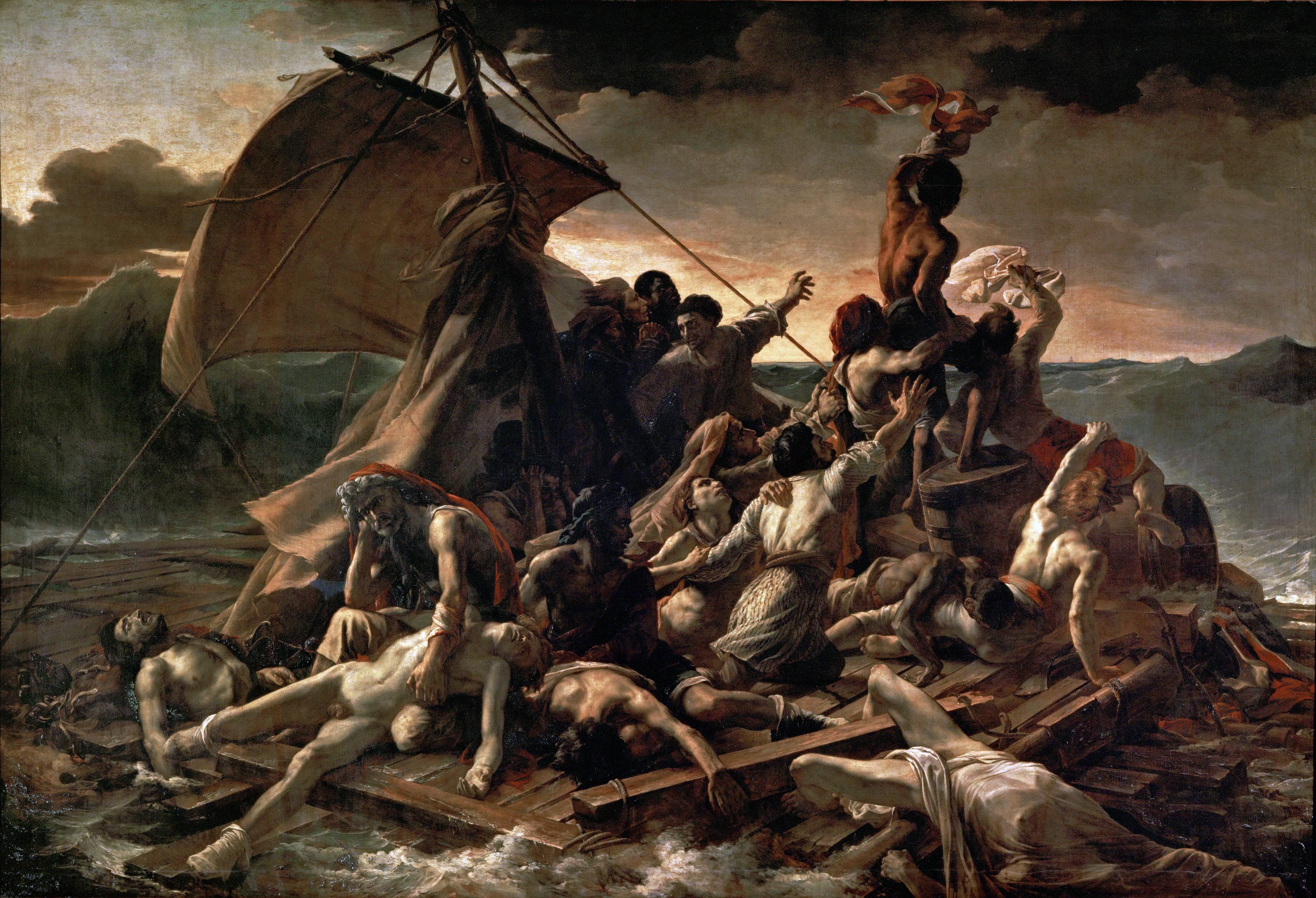
Le Radeau de la Méduse de Théodore Géricault, Louvre

La incompetència dels oficials i les narracions del que va succeir al rai van provocar un gran impacte en l'opinió pública; més encara quan dos dels seus protagonistes, el metge Savigny i l'enginyer-geògraf Corréard, ambdós passatgers supervivents del rai, van contar la seua experiència en un llibre. Arran d'aquests testimonis, hi va haver un procés judicial l'any 1817, en temps de la Restauració, i Chaumareys en va ser declarat responsable; li van ser especialment reprotxades la seua incompetència i la seua covardia. No obstant això, la pena de mort dictada contra ell va ser commutada per tres anys de presó.
Més enllà de tot això, l'escàndol i la indignació que va provocar el drama estaven també dirigits contra una Marina arcaica en mans dels reialistes, que s'havien estimat més ignorar els avanços de l'Imperi en el terreny marítim.